# Tarna Mare (gmina)
Tarna Mare – gmina w Rumunii, w okręgu Satu Mare. Obejmuje miejscowości Bocicău, Tarna Mare, Valea Seacă i Văgaș. W 2011 roku liczyła 3774 mieszkańców.